# Elżbieta Dembowska
Elżbieta Dembowska (ur. 5 kwietnia 1958) – polska stomatolożka, wykładowczyni Pomorskiego Uniwersytetu Medycznego w Szczecinie. 

## Życiorys
Elżbieta Dembowska w latach 1977–1982 studiowała na kierunku lekarsko-dentystycznym Pomorskiej Akademii Medycznej w Szczecinie. W 1984 uzyskała specjalizację I stopnia w dziedzinie stomatologii ogólnej, a w 1988 z zakresu periodontologii. W 1992 doktoryzowała się na Pomorskiej Akademii Medycznej w Szczecinie w dziedzinie nauk medycznych, dyscyplina stomatologia, na podstawie dysertacji Ocena stanu przyzębia i periodontologicznych potrzeb leczniczych u osób w wieku 35–44 lat w Polsce. W 2000 uzyskała tytuł lekarki specjalistki z zakresu protetyki stomatologicznej. W 2009 habilitowała się w dziedzinie nauk medycznych, dyscyplina stomatologia, specjalność periodontologia, przedstawiwszy dzieło Zastosowanie metod nieinwazyjnych w leczeniu próchnicy zębów mlecznych u dzieci w wieku przedszkolnym. W 2023 otrzymała tytuł profesora nauk medycznych i nauk o zdrowiu w dziedzinie medycyny w dyscyplinie nauki medyczne.
W latach 1982–1983 odbyła staż w Państwowym Szpitalu Klinicznym nr 1 w Szczecinie. Od 1982 zawodowo związana z Pomorską Akademią Medyczną w Szczecinie. W 2012 została kierowniczką Zakładu Periodontologii Pomorskiego Uniwersytetu Medycznego w Szczecinie. Wykłada także w Liceum Medycznym w Szczecinie. Prowadzi własną praktykę dentystyczną.
Członkini m.in. Akademii Pierre Foucharda. Prezeska Polskiego Towarzystwa Periodontologicznego w kadencji 2023–2027.